# Radna zajednica Alpe-Jadran
Radna zajednica Alpe-Jadran osnovana je 20. studenog 1978. u Veneciji. Članice osnivači Radne zajednice bile su: Bavarska, Furlanija-Julijska krajina, Koruška, Hrvatska, Gornja Austrija, Salzburg (aktivni promatrač), Slovenija, Štajerska i Veneto. 
Potpisivanjem Zajedničke izjave predsjednici regionalnih vlada pretvorili su neformalne povijesne prijateljske veze koje su postojale među susjednim regijama u posebnu organizaciju s jasno definiranim zadaćama i ciljevima. Svake dvije godine jedna članica preuzima predsjedanje RZ, RO i Tajništvom, a rotacija se odvija abecednim redom prema izvornim nazivima članica. Hrvatska je predsjedala u razdoblju 1984. – 1986. Predsjedajući RZ Alpe-Jadran za 2007. i 2008. godinu je austrijska Savezna pokrajina Gradišće.
Trenutačno RZ Alpe-Jadran broji 13 članica: 
- Baranja,
- Gradišće,
- Furlanija (Julijska krajina),
- Hrvatska,
- Koruška,
- Lombardija,
- Gornja Austrija,
- Slovenija,
- Somogy,
- Štajerska,
- Vas i
- Veneto.

Područje RZ Alpe-Jadran obuhvaća površinu od 190.423 km², a na njemu živi oko 26 milijuna ljudi. 
RZ organizira Igre mladeži Alpe-Jadran koje su nastale radi uspostavljanja trajne i čvrste veze mladeži RZ Alpe-Jadran i sportskih saveza koji djeluju na tom području.

## Vanjske poveznice
- Službene stranice RZ Alpe-Adria

| Portal:Europa | Portal:Europa |